# Mezoregion Sudeste Rio-Grandense

Mezoregion Sudeste Rio-Grandense

Mezoregion Sudeste Rio-Grandense – mezoregion w brazylijskim stanie Rio Grande do Sul, skupia 25 gmin zgrupowanych w czterech mikroregionach. Liczy 42.244,3 km² powierzchni.

## Mikroregiony
- Jaguarão
- Litoral Lagunar
- Pelotas
- Serras de Sudeste